# Cudze pieniądze
Cudze pieniądze (fr. L'argent des autres) – francuski film z 1978 roku wyreżyserowany przez Christian de Chalonge.